# Frayssinet (Lot)
Pour les articles homonymes, voir Frayssinet.
Frayssinet (Fraissinet en occitan), est une commune française, située dans le centre du département du Lot en région Occitanie.
Elle est également dans le causse de Gramat, le plus vaste et le plus sauvage des quatre causses du Quercy.
Exposée à un climat océanique altéré, elle est drainée par le Céou et par un autre cours d'eau. Incluse dans le bassin de la Dordogne, la commune possède un patrimoine naturel remarquable :  et une zone naturelle d'intérêt écologique, faunistique et floristique.
Frayssinet est une commune rurale qui compte 312 habitants en 2022, après avoir connu un pic de population de 1 299 habitants en 1851.  Elle fait partie de l'aire d'attraction de Gourdon. Ses habitants sont appelés les Frayssinois ou  Frayssinoises.

## Géographie
Commune du Quercy située à 13 km au sud-est de Gourdon, sur le Céou et la route nationale 20 entre Souillac et Cahors

### Communes limitrophes
Les communes limitrophes sont  Cœur de Causse, Lamothe-Cassel, Montamel, Saint-Chamarand et Saint-Germain-du-Bel-Air.
|                          | Saint-Chamarand |                |
| Saint-Germain-du-Bel-Air | Frayssinet      | Cœur de Causse |
|                          | Montamel        | Lamothe-Cassel |

### Climat
Pour des articles plus généraux, voir Climat de l'Occitanie et Climat du Lot.
En 2010, le climat de la commune est de type climat océanique altéré, selon une étude s'appuyant sur une série de données couvrant la période 1971-2000. En 2020, Météo-France publie une typologie des climats de la France métropolitaine dans laquelle la commune est toujours exposée à un climat océanique altéré et est dans la région climatique Ouest et nord-ouest du Massif Central, caractérisée par une pluviométrie annuelle de 900 à 1 500 mm, maximale en automne et en hiver.
Pour la période 1971-2000, la température annuelle moyenne est de 12,2 °C, avec une amplitude thermique annuelle de 15,5 °C. Le cumul annuel moyen de précipitations est de 905 mm, avec 11 jours de précipitations en janvier et 6,4 jours en juillet. Pour la période 1991-2020, la température moyenne annuelle observée sur la station météorologique la plus proche, située sur la commune de Gourdon à 11 km à vol d'oiseau, est de 13,1 °C et le cumul annuel moyen de précipitations est de 823,0 mm,. Pour l'avenir, les paramètres climatiques de la commune estimés pour 2050 selon différents scénarios d’émission de gaz à effet de serre sont consultables sur un site dédié publié par Météo-France en novembre 2022.

### Milieux naturels et biodiversité

#### Espaces protégés
La protection réglementaire est le mode d’intervention le plus fort pour préserver des espaces naturels remarquables et leur biodiversité associée,.
La commune fait partie du parc naturel régional des Causses du Quercy, un espace protégé créé en 1999 et d'une superficie de 183 039 ha, qui s'étend sur 102 communes du département du Lot. La cohérence du territoire du Parc s’est fondée sur l’unité géologique d’un même socle de massif karstique, entaillé de profondes vallées. Le périmètre repose sur une unité de paysages autour de la pierre et du bâti (souvent en pierre sèche), de l’empreinte des pelouses sèches et du pastoralisme et de l’omniprésence des patrimoines naturels et culturels,. Ce parc a été classé Géoparc en mai 2017 sous la dénomination « géoparc des causses du Quercy », faisant dès lors partie du réseau mondial des Géoparcs, soutenu par l’UNESCO,.
La commune fait également partie de la zone de transition du bassin de la Dordogne, un territoire d'une superficie de 1 880 258 ha reconnu réserve de biosphère par l'UNESCO en juillet 2012,.

#### Zones naturelles d'intérêt écologique, faunistique et floristique

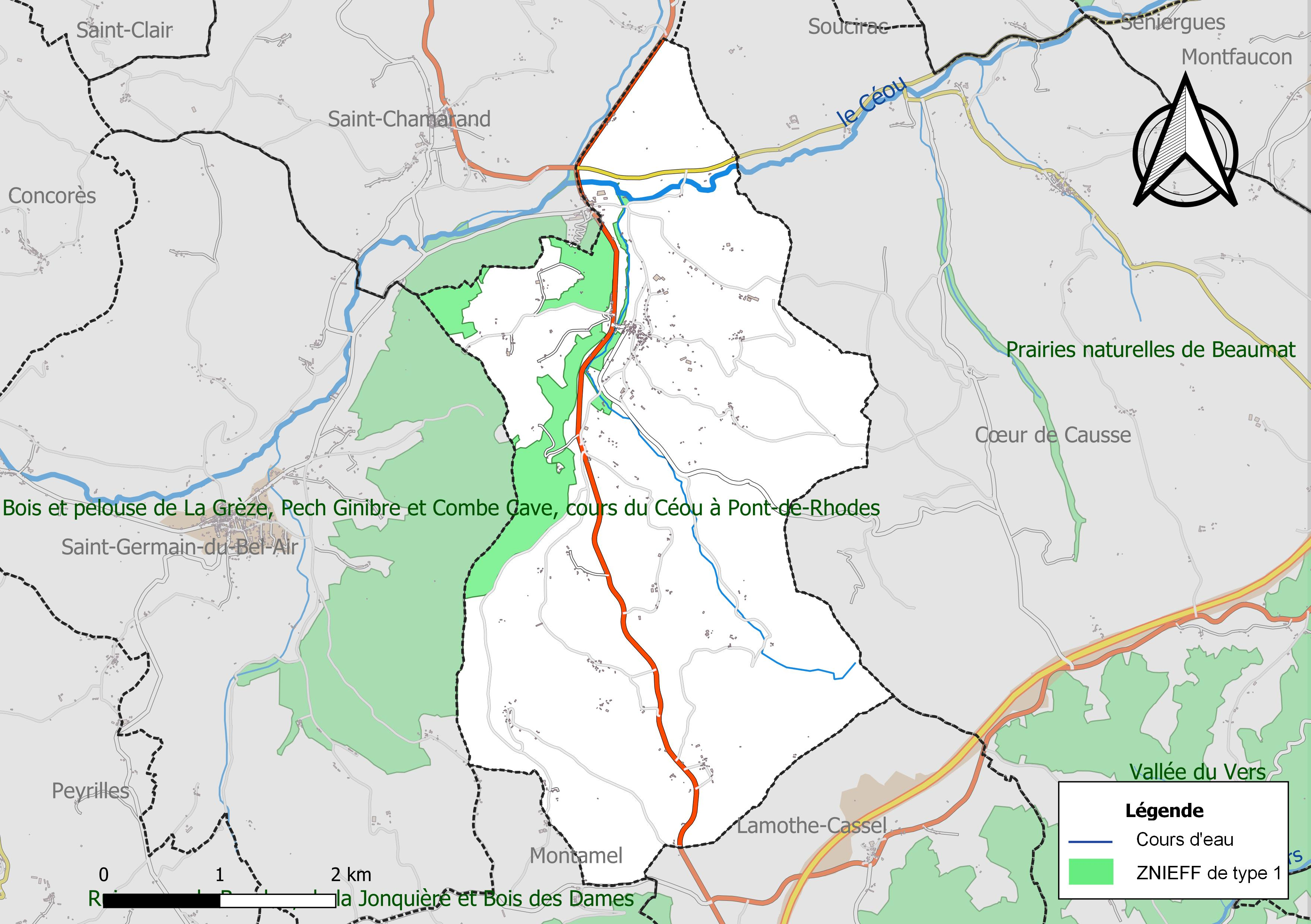
Carte de la ZNIEFF de type 1 localisée sur la commune.

L’inventaire des zones naturelles d'intérêt écologique, faunistique et floristique (ZNIEFF) a pour objectif de réaliser une couverture des zones les plus intéressantes sur le plan écologique, essentiellement dans la perspective d’améliorer la connaissance du patrimoine naturel national et de fournir aux différents décideurs un outil d’aide à la prise en compte de l’environnement dans l’aménagement du territoire.
Une ZNIEFF de type 1 est recensée sur la commune :
les « bois et pelouse de la Grèze, pech Ginibre et combe Cave, cours du Céou à Pont-de-Rhodes » (617 ha), couvrant 3 communes du département.

## Urbanisme

### Typologie
Au 1er janvier 2024, Frayssinet est catégorisée commune rurale à habitat très dispersé, selon la nouvelle grille communale de densité à sept niveaux définie par l'Insee en 2022.
Elle est située hors unité urbaine. Par ailleurs la commune fait partie de l'aire d'attraction de Gourdon, dont elle est une commune de la couronne,. Cette aire, qui regroupe 22 communes, est catégorisée dans les aires de moins de 50 000 habitants,.

### Occupation des sols
L'occupation des sols de la commune, telle qu'elle ressort de la base de données européenne d’occupation biophysique des sols Corine Land Cover (CLC), est marquée par l'importance des territoires agricoles (72 % en 2018), en augmentation par rapport à 1990 (70,9 %). La répartition détaillée en 2018 est la suivante : 
prairies (57,5 %), forêts (27,8 %), zones agricoles hétérogènes (14,6 %), milieux à végétation arbustive et/ou herbacée (0,2 %). L'évolution de l’occupation des sols de la commune et de ses infrastructures peut être observée sur les différentes représentations cartographiques du territoire : la carte de Cassini (XVIIIe siècle), la carte d'état-major (1820-1866) et les cartes ou photos aériennes de l'IGN pour la période actuelle (1950 à aujourd'hui).

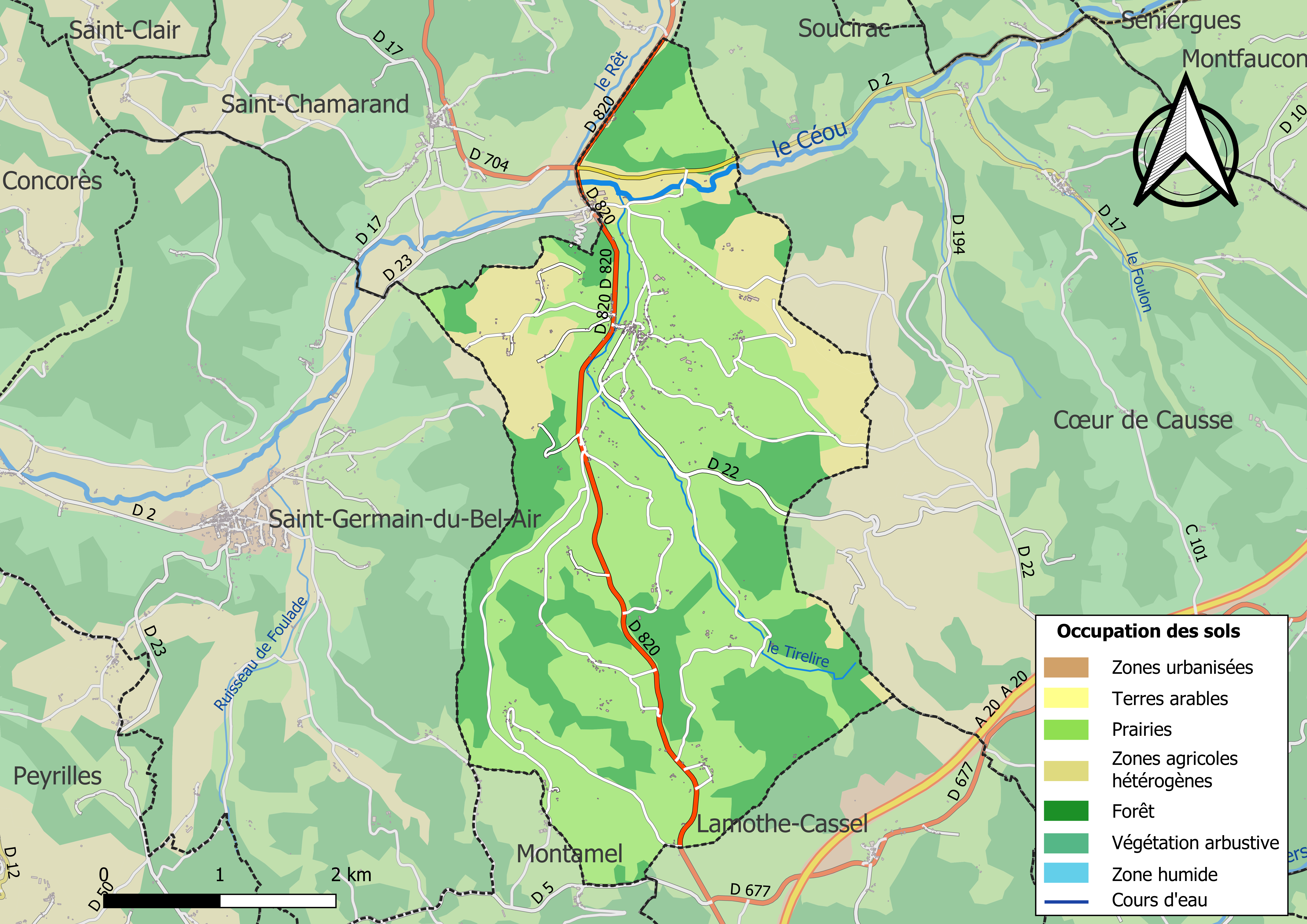
Carte des infrastructures et de l'occupation des sols de la commune en 2018 (CLC).

### Risques majeurs
Le territoire de la commune de Frayssinet est vulnérable à différents aléas naturels : météorologiques (tempête, orage, neige, grand froid, canicule ou sécheresse), inondations, feux de forêts, mouvements de terrains et séisme (sismicité très faible). Il est également exposé à un risque technologique,  le transport de matières dangereuses. Un site publié par le BRGM permet d'évaluer simplement et rapidement les risques d'un bien localisé soit par son adresse soit par le numéro de sa parcelle.

#### Risques naturels
Certaines parties du territoire communal sont susceptibles d’être affectées par le risque d’inondation par débordement de cours d'eau, notamment le Céou. La cartographie des zones inondables en ex-Midi-Pyrénées réalisée dans le cadre du XIe Contrat de plan État-région, visant à informer les citoyens et les décideurs sur le risque d’inondation, est accessible sur le site de la DREAL Occitanie. La commune a été reconnue en état de catastrophe naturelle au titre des dommages causés par les inondations et coulées de boue survenues en 1982, 1993, 1996, 1999, 2008 et 2010,.
Frayssinet est exposée au risque de feu de forêt. Un plan départemental de protection des forêts contre les incendies a été approuvé par arrêté préfectoral le 30 novembre 2015 pour la période 2015-2025. Les propriétaires doivent ainsi couper les broussailles, les arbustes et les branches basses sur une profondeur de 50 mètres, aux abords des constructions, chantiers, travaux et installations de toute nature, situées à moins de 200 mètres de terrains en nature
de bois, forêts, plantations, reboisements, landes ou friches. Le brûlage des déchets issus de l’entretien des parcs et jardins des ménages et des collectivités est interdit. L’écobuage est également interdit, ainsi que les feux de type méchouis et barbecues, à l’exception de ceux prévus dans des installations fixes (non situées sous couvert d'arbres) constituant une dépendance d'habitation.

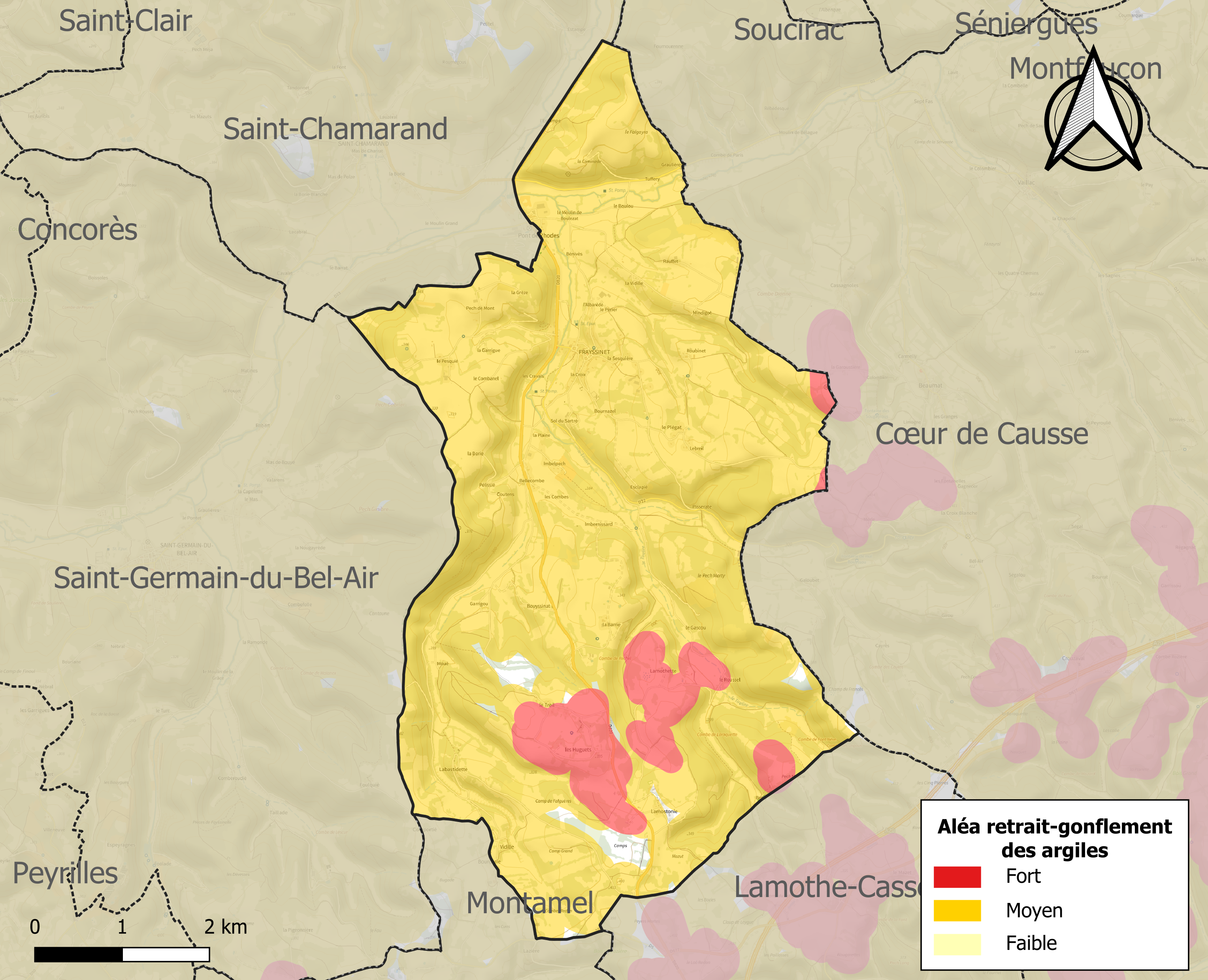
Carte des zones d'aléa retrait-gonflement des sols argileux de Frayssinet.

Les mouvements de terrains susceptibles de se produire sur la commune sont des affaissements et effondrements liés aux cavités souterraines (hors mines), des éboulements, chutes de pierres et de blocs, des glissements de terrain et des tassements différentiels. Par ailleurs, afin de mieux appréhender le risque d’affaissement de terrain, l'inventaire national des cavités souterraines permet de localiser celles situées sur la commune.
Le retrait-gonflement des sols argileux est susceptible d'engendrer des dommages importants aux bâtiments en cas d’alternance de périodes de sécheresse et de pluie. 98,3 % de la superficie communale est en aléa moyen ou fort (67,7 % au niveau départemental et 48,5 % au niveau national). Sur les 250 bâtiments dénombrés sur la commune en 2019, 247 sont en aléa moyen ou fort, soit 99 %, à comparer aux 72 % au niveau départemental et 54 % au niveau national. Une cartographie de l'exposition du territoire national au retrait gonflement des sols argileux est disponible sur le site du BRGM,.
Par ailleurs, afin de mieux appréhender le risque d’affaissement de terrain, l'inventaire national des cavités souterraines permet de localiser celles situées sur la commune.
Concernant les mouvements de terrains, la commune a été reconnue en état de catastrophe naturelle au titre des dommages causés par la sécheresse en 1989 et par des mouvements de terrain en 1999.

#### Risques technologiques
Le risque de transport de matières dangereuses sur la commune est lié à sa traversée par une route à fort trafic. Un accident se produisant sur une telle infrastructure est susceptible d’avoir des effets graves sur les biens, les personnes ou l'environnement, selon la nature du matériau transporté. Des dispositions d’urbanisme peuvent être préconisées en conséquence.

## Toponymie
Attestée sous les formes Fraxineta dans des manuscrits médiévaux, Fraycineto dans un pouillé. En dérive le nom occitan Fraissinet, à l'origine du nom français actuel.
Le toponyme Frayssinet est basé sur le nom collectif fraxinu qui désigne un bois de frêne et du suffixe collectif -etum.

## Histoire
La seigneurie de Fraissinet est détachée au XIIIe siècle de la baronnie de Gourdon pour être donnée à la famille de Vassal. Cette famille était originaire du château de Vassal situé près de Martel. On trouve aussi une tour de Vassal dans un ancien fort près de Carlux. La tradition leur donne une origine commune avec les anciens barons de Gourdon, ce qui est rendu vraisemblable par la possession des fiefs de Fraissinet et de Vaillac qui ont été détachés de cette baronnie. La seigneurie de Fraissinet a appartenu aux Vassal jusqu'en 1410.
Adémar de Vassal est cité en 1178 pour des dons faits à l'abbaye Saint-Pierre de Beaulieu-sur-Dordogne. Il est probablement mort vers 1230. Il est le père de N. de Vassal, coseigneur de Vers, Guillaume I de Vassal, seigneur de Vaillac, Bertrand Ier de Vassal, seigneur de Fraissinet, auteur de la première branche des Vassal seigneurs de Fraissinet, Sicard I de Vassal, fondateur de la seconde branche des Vassal de Fraissinet.
Par un décret du 1er juin 1870, la commune cède les hameaux de Bourdarie et Comportié aux dépens de Montamel.

## Politique et administration
| Période                                  | Période  | Identité               | Étiquette | Qualité |
| ---------------------------------------- | -------- | ---------------------- | --------- | ------- |
| 1793                                     | 1796     | Jacques Salanie        |           |         |
| 1797                                     | 1798     | Jean Ganiayre          |           |         |
| 1798                                     | 1811     | Antoine Marcouli       |           |         |
| 1811                                     | 1816     | François Louis Richard |           |         |
| 1816                                     | 1826     | Jean Vivien            |           |         |
| 1826                                     | 1836     | Antoine Courbes        |           |         |
| 1836                                     | 1846     | Jean Ganiayre          |           |         |
| 1846                                     | 1857     | Jean-baptiste Lacam    |           |         |
| 1857                                     | 1863     | Cyprien Vayssie        |           |         |
| 1864                                     | 1869     | Victor Raust           |           |         |
| 1870                                     | 1876     | Jean-baptiste Lacam    |           |         |
| 1876                                     | 1878     | Jean Aymard            |           |         |
| 1878                                     | 1883     | Jean-louis Ganiayre    |           |         |
| 1884                                     | 1899     | Paul Lasserre          |           |         |
| 1899                                     | 1902     | Jean Salanie           |           |         |
| 2001                                     | 2014     | Patrick Lugan          |           |         |
| mars 2014                                | En cours | Catherine Loubières    |           |         |
| Les données manquantes sont à compléter. |          |                        |           |         |

## Démographie
| 1793 | 1800 | 1806  | 1821  | 1831  | 1836  | 1841  | 1846  | 1851  |
| ---- | ---- | ----- | ----- | ----- | ----- | ----- | ----- | ----- |
| 176  | 549  | 1 070 | 1 092 | 1 285 | 1 293 | 1 211 | 1 243 | 1 299 |

| 1856  | 1861  | 1866  | 1872  | 1876  | 1881 | 1886 | 1891 | 1896 |
| ----- | ----- | ----- | ----- | ----- | ---- | ---- | ---- | ---- |
| 1 266 | 1 216 | 1 165 | 1 072 | 1 011 | 930  | 901  | 816  | 802  |

| 1901 | 1906 | 1911 | 1921 | 1926 | 1931 | 1936 | 1946 | 1954 |
| ---- | ---- | ---- | ---- | ---- | ---- | ---- | ---- | ---- |
| 673  | 613  | 575  | 511  | 501  | 475  | 448  | 362  | 294  |

| 1962 | 1968 | 1975 | 1982 | 1990 | 1999 | 2005 | 2006 | 2010 |
| ---- | ---- | ---- | ---- | ---- | ---- | ---- | ---- | ---- |
| 312  | 262  | 264  | 241  | 251  | 279  | 272  | 271  | 318  |

| 2015 | 2020 | 2022 | - | - | - | - | - | - |
| ---- | ---- | ---- | - | - | - | - | - | - |
| 304  | 306  | 312  | - | - | - | - | - | - |

## Économie

### Revenus
En 2018, la commune compte 142 ménages fiscaux, regroupant 298 personnes. La médiane du revenu disponible par unité de consommation est de 18 270 € (20 740 € dans le département).

### Emploi
|                | 2008  | 2013   | 2018  |
| -------------- | ----- | ------ | ----- |
| Commune        | 9,7 % | 12,6 % | 4,3 % |
| Département    | 7,3 % | 8,9 %  | 9,6 % |
| France entière | 8,3 % | 10 %   | 10 %  |

En 2018, la population âgée de 15 à 64 ans s'élève à 162 personnes, parmi lesquelles on compte 76,1 % d'actifs (71,8 % ayant un emploi et 4,3 % de chômeurs) et 23,9 % d'inactifs,. En  2018, le taux de chômage communal (au sens du recensement) des 15-64 ans est inférieur à celui de la France et du département, alors qu'en 2008 la situation était inverse.
La commune fait partie de la couronne de l'aire d'attraction de Gourdon, du fait qu'au moins 15 % des actifs travaillent dans le pôle,. Elle compte 38 emplois en 2018, contre 58 en 2013 et 40 en 2008. Le nombre d'actifs ayant un emploi résidant dans la commune est de 122, soit un indicateur de concentration d'emploi de 31,1 % et un taux d'activité parmi les 15 ans ou plus de 50,8 %.
Sur ces 122 actifs de 15 ans ou plus ayant un emploi, 34 travaillent dans la commune, soit 28 % des habitants. Pour se rendre au travail, 87,7 % des habitants utilisent un véhicule personnel ou de fonction à quatre roues, 5,8 % s'y rendent en deux-roues, à vélo ou à pied et 6,6 % n'ont pas besoin de transport (travail au domicile).

### Activités hors agriculture
23 établissements sont implantés  à Frayssinet au 31 décembre 2019.
Le secteur du commerce de gros et de détail, des transports, de l'hébergement et de la restauration est prépondérant sur la commune puisqu'il représente 52,2 % du nombre total d'établissements de la commune (12 sur les 23 entreprises implantées  à Frayssinet), contre 29,9 % au niveau départemental.

### Agriculture
La commune est dans la « Bourianne », une petite région agricole occupant une partiede l'ouest du territoire du département du Lot. En 2020, l'orientation technico-économique de l'agriculture  sur la commune est l'élevage d'ovins ou de caprins.
|               | 1988 | 2000  | 2010  | 2020  |
| ------------- | ---- | ----- | ----- | ----- |
| Exploitations | 26   | 21    | 23    | 19    |
| SAU (ha)      | 913  | 1 398 | 1 052 | 1 295 |

Le nombre d'exploitations agricoles en activité et ayant leur siège dans la commune est passé de 26 lors du recensement agricole de 1988  à 21 en 2000 puis à 23 en 2010 et enfin à 19 en 2020, soit une baisse de 27 % en 32 ans. Le même mouvement est observé à l'échelle du département qui a perdu pendant cette période 60 % de ses exploitations,. La surface agricole utilisée sur la commune est restée relativement stable, passant de 913 ha en 1988 à 1295 ha en 2020. Parallèlement la surface agricole utilisée moyenne par exploitation a augmenté, passant de 35 à 68 ha.

## Culture locale et patrimoine

### Lieux et monuments

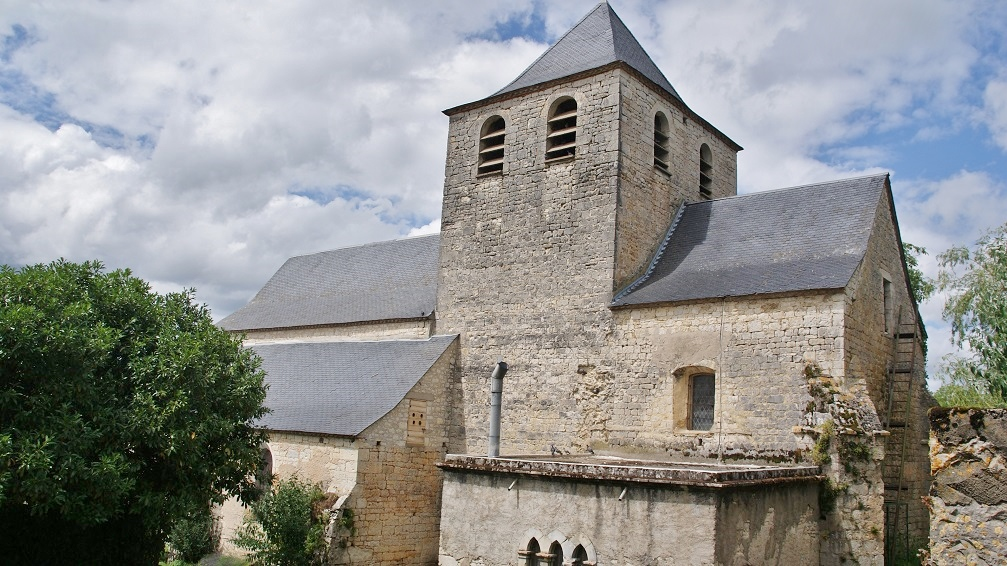
Église Saint-Pierre-ès-Liens.

- L'église Saint-Pierre-ès-Liens de Frayssinet. L'abside, la travée de chœur et la plus grande partie de la tour-clocher ont pu être construits au XIVe siècle. La façade ouest date du XVIIe siècle. Les chapelles ajoutées au sud peuvent dater du XVIIIe siècle. Pour l'abbé Clary, les chapelle côté nord ont été construites vers 1845[42].
L'église renferme un retable du maître-autel placé contre le mur du fond du chœur datant de la fin du XVIIe siècle ou du début du XVIIIe siècle. Les réalisations des têtes de saint Paul, de saint Pierre et des anges sont naïves, voire grossières. Ce retable a été restauré au XIXe siècle. La partie centrale a été dotée d'une toile peintre représentant la Crucifixion en 1866 peinte par Clara de Valon[43]. L'édifice est référencé dans la base Mérimée et à l'Inventaire général Région Occitanie[44]. Plusieurs objets sont référencer dans la base Palissy[44].
Parmi les autres objets conservés dans l'église :

- une Pietà du XVe siècle,
- un calice daté de 1782-1783 réalisé par un orfèvre parisien,
- un calice de la première moitié du XVIIIe siècle,
- une patène datée de 1782-1783.
- Le château de la Lamostonie (XVe siècle) érigé en 1478.

### Personnalités liées à la commune
- Moçeh Blakharj, né à Janov (Pologne) le 17 juin 1899, résistant FFI, est tué par les Allemands à Frayssinet au lieu-dit Pont de Rhodes le 1er juillet 1944.7
- Roger Teulat (1938 -), linguiste spécialiste de la langue occitane et enseignant de l'université Blaise-Pascal de Clermont-Ferrand est né à Frayssinet.